# Attila FC Miskolc
L’Attila FC est un club de football, basé à Miskolc, en Hongrie, qui dispute entre 1927 et 1936 sept saisons dans le championnat de Hongrie de première division. 

## Histoire
Le club de Miskolc naît en 1926 sur les bases du Miskolci Atléta Kör, qui avait absorbé en 1912 l'ancien Miskolci SE, dans le but d'entretenir dans la ville une équipe professionnelle. L'équipe remporte le championnat hongrois de deuxième division en 1927 et obtient ainsi sa promotion en première division. En 1928, le club dispute la finale de la Coupe de Hongrie, mais s'y incline face au Ferencváros TC, alors un des meilleurs clubs d'Europe, et se trouve par ailleurs relégué en championnat. Il y fait son retour en 1929, puis en 1931, où il arrive cette fois à se maintenir durablement, jusqu'à 1936. En proie à d'importantes difficultés financières, la section professionnelle est alors dissoute. Le club disparaît en 1940.
Il compte dans ses rangs plusieurs joueurs renommés comme Zoltán Opata, l'Autrichien Anton Powolny, André Simonyi et Ladislas Smid, qui poursuivent leur carrière professionnelle en France, ou encore Antal Pruha (hu).